# Megabús
El Megabús es el Sistema Integrado de Transporte Masivo de la llamada Área metropolitana de Centro Occidente. Comunica a las ciudades colombianas de Pereira, Dosquebradas y La Virginia, en su etapa inicial, la cual inició su funcionamiento el 21 de agosto de 2006.

## Historia
En el año 2002 el gobierno nacional destina una partida presupuestal para la implementación de Sistemas Integrados de Transporte Masivo en las principales ciudades del país, las ciudades que se tuvieron en consideración, fueron aquellas con una población mayor o igual a 500.000 habitantes, con zonas metropolitanas en desarrollo y con proyecciones de alto crecimiento demográfico; las áreas seleccionadas, fueron:
- Área metropolitana de Barranquilla (Transmetro)
- Cartagena (Transcaribe)
- Área metropolitana de Bucaramanga (Metrolinea)
- Área metropolitana del Valle de Aburrá-Medellín (Metroplús)
- Área metropolitana de Pereira (Megabús)
- Bogotá-Soacha (TransMilenio)

Estas ciudades debían completar un proceso donde se demostrara la factibilidad del proyecto, su mantenibilidad en el corto y largo plazo y realizar cronogramas de ejecución, el primero de estos proyectos en concluirse fue el de la ciudad de Pereira, del cual se entregó el primer tramo (la ruta troncal 3) el 21 de agosto de 2006, las otras dos rutas troncales iniciaron su funcionamiento el 22 de octubre del mismo año.

## Funcionamiento
Una serie de rutas alimentadoras se encargan de transportar a los pasajeros desde los barrios periféricos hasta los intercambiadores, en los cuales se hace el transbordo a los buses articulados, los cuales transitan a partir de estos intercambiadores, por carriles especiales (concreto hidráulico), los buses se detienen en cada estación y permanecen en ellas por un lapso de 15 segundos en promedio, tardan en llegar al centro, desde el intercambiador temporal de cuba hasta la estación de la calle 13, 23 minutos; desde el intercambiador CAM DQS hasta la estación Central K6 CL 20, 12 minutos. Desde el intercambiador de cuba hasta el CAM DQS por la ruta troncal 1, a través de la Av. 30 de Agosto, el tiempo de recorrido es de 55 minutos.
A partir de mediados del mes de septiembre se permitió incrementar la velocidad media de los buses articulados, para terminar el ciclo de recorrido (cuba-centro-cuba) en 40 minutos.

## Rutas Componentes

### Rutas troncales
El sistema está compuesto por tres rutas troncales:
- Ruta 1

Dosquebradas - Av.30 de Agosto- Viajero - Cuba (Oriente-Occidente)
Cuba - Viajero - Av.30 de Agosto - Dosquebradas (Occidente-Oriente).
- Ruta 2

Dosquebradas - Centro(Carreras 6 y 7) - Av. San Mateo (No ingresa a estación El Viajero) - Cuba (Oriente-Occidente)
Cuba - Av. San Mateo (No ingresa a estación El Viajero) - Centro (Carreras 8 y 10) - Dosquebradas (Occidente-Oriente)
- Ruta 3

Centro (Carreras 6 y 7) - Viajero - Cuba (Oriente-Occidente; 20 minutos según programación) 
Cuba - Viajero - Centro (Carreras 8 y 10) (Occidente-Oriente; 25 minutos según programación) No se Dirige hacia el Municipio de Dosquebradas

### Rutas alimentadoras
- Dosquebradas: 17 rutas.
- Pereira: 35 rutas.

### Rutas complementarias
Aún no se han establecido con exactitud todas las rutas complementarias.

## Estaciones

### Estaciones dobles
En las estaciones dobles se puede hacer transbordo de un Megabús que va en un sentido a otro que se dirige en sentido opuesto, actualmente, las estaciones dobles son las siguientes:
(Occidente-Oriente)
- San Fernando: Av. de las Américas CL 66
- Aeropuerto: Av. 30 de Agosto
- Batallón: Av. 30 de Agosto CL 53
- Maraya: Av. 30 de Agosto CL 50
- El Jardín: Av. 30 de Agosto CL 43
- Ucumarí: Av. 30 de Agosto CL 41
- Consota: Av. 30 de Agosto CL 37
- El Cafetero: Av. 30 de Agosto CL 35
- Francisco Pereira: Av. 30 de Agosto CL 30
- Centenario: Av. 30 de Agosto CL 26
- Ferrocarril: Av. del Ferrocarril, K.11
- Villavicencio: Av. del Ferrocarril K. 8
- La Popa: Av. Simón Bolívar CL 15
- Santa Mónica: Av. Simón Bolívar CL 18
- Milán: Av. Simón Bolívar CL 24
- Fundadores: Av. Simón Bolívar CL 28
- CAM: Av. Simón Bolívar CL 34. Frente al CAM Dosquebradas

### Estaciones sin Intercambio
Son estaciones sin intercambio aquellas que permiten transbordos sólo entre articulados que van en el mismo sentido, pero no en el sentido contrario.
(Occidente-Oriente)
- Turín: Coodegar en el separador central
- Egoyá: K. 8 CL 41
- Coliseo: K. 8 CL 36
- Ormaza: K. 8 CL 33
- Mercados: K. 8 CL 29
- El Lago: K. 8  CL 24
- Otún: K. 10 CL 20
- Victoria: K. 10 CL 17
- Del Café: K. 10 CL 13
- Libertad: K. 13 CL. 7

(Oriente-Occidente)
- Viaducto: K. 6 CL 13
- Central: K. 6 CL 19
- Claret: K. 7 CL 24
- Cañarte: K. 7 CL 28
- Las Flores K. 7 CL 32
- Banderas: K. 7 CL 36
- Palacio de Justicia: K. 7 CL 41
- La Ruana: K. 7 CL 44

### Intercambiadores
- Intercambiador de Cuba

En actual operación desde el 24 de agosto de 2008. Es un portal subterráneo, ubicado debajo del parque más importante de la ciudadela Cuba. Cuenta con 6 bahías de transbordo para buses articulados y 14 para rutas alimentadoras. Además cuenta con sede administrativa, locales comerciales, servicios bancarios y venta de Megatarjetas. Es el más importante del sistema.
- Estación El Viajero (Antiguo Intercambiador Provisional de Cuba)

En actual operación, opera desde el 21 de agosto de 2006. Ubicado en la glorieta de la entrada al barrio Cuba, sobre la Avenida 30 de Agosto. Esta estación fue hasta el 23 de agosto de 2008 la más importante del sistema, con 4 bahías de transbordo para buses articulados y 7 para rutas alimentadoras. Actualmente cuenta con 6 rutas alimentadoras que cubren sectores como Puerto Caldas, Cerritos, Galicia, Belmonte, el Aeropuerto Internacional Matecaña y sus barrios aledaños y el Estadio Hernán Ramírez Villegas.
- Intercambiador Provisional del CAM (Dosquebradas)

Cerrado desde el 9 de mayo de 2014 en razón de la apertura del Intercambiador definitivo de Dosquebradas ubicado detrás del Centro Comercial El Progreso. En un futuro próximo se iniciarán los trabajos para convertirlo en una plaza cívica.
- Intercambiador de Dosquebradas

En actual operación desde el 10 de mayo de 2014. Se encuentra ubicado detrás del Centro Comercial El Progreso, exactamente en la Avenida Simón Bolívar (Carrera 16) con Calle 43. La entrada peatonal al Intercambiador se realiza desde la parte interna del Centro Comercial, donde están ubicadas taquillas de recarga y venta de Megatarjetas.

## Vehículos

### Articulados
Características Generales de los Articulados
El sistema cuenta actualmente con 36 buses articulados, fueron fabricados por la empresa Busscar de Colombia S.A., ubicada en Pereira desde septiembre de 2002, empresa fundada por la alianza de un grupo de inversionistas colombianos con Busscar Onibus S.A. de Brasil. Los buses fueron fabricados bajo la línea "Urbanuss Pluss", gama dedicada especialmente para autobuses de gran tamaño.
Los buses son de color verde pasto y cuentan con cuatro tableros electrónicos, uno frontal que muestra información de ruta y recorridos principales, dos laterales y uno trasero que indican únicamente el número de ruta. Cada articulado tiene capacidad total para 160 pasajeros, 40 pasajeros sentados y 120 de pie, de las 48 sillas, 8 son de color azul, destinadas para ancianos y mujeres embarazadas. Cada articulado cuenta con un completo sistema de ventilación ubicado en el techo. Posee sistema de monitoreo de peso en los tres ejes de rodaje, posee también indicadores de seguridad luminosos para el usuario como son: 
Verde: Puertas abiertas
Rojo: Puertas cerradas
Naranja: Exceso de peso
Cada articulado esté equipado con extintor, ventanas de emergencia, botones de hale para liberar las compuertas y un espacio especial con cinturón de seguridad para personas discapacitadas.
Actualmente con la liquidación de la empresa Promasivo S.A , se integró una nueva empresa operadora llamada OTUN S. A. S iniciando operaciones con 10 buses articulados ensamblados por Busscar de Colombia S.A., que poseen motores marca Volvo que cumple con la Normatividad Técnica Euro 5, además algunos buses articulados de Marcopolo Gran Viale con el chasis Scania K310IA Euro 4 de la operadora INTEGRA S.A, con la liquidación de la empresa operadora Coobus de Transmilenio de la ciudad de Bogotá.
Los buses se encuentran adscritos a los operadores del transporte masivo representados en las firmas  INTEGRA S.A. e OTUN S.A.S. Cada articulado está identificado de la siguiente forma:
MI - xxx
MO - xxx
MI: Corresponde a los articulados de la firma INTEGRA S.A.
MO: Corresponde a los articulados de la firma OTUN S.A.S.
xxx: Representa el número de tres cifras con el cual se identifica cada articulado.
Los buses MO están numerados desde el 001 hasta el 010 y los buses MI van numerados desde el 051 hasta el 087.
Todos los buses usan motores de transmisión automática (refierase a la caja de velocidades). Los buses representados por INTEGRA S.A. y OTUN S.A.S. poseen motores de la marca sueca VOLVO y va instalado en la parte delantera del bus. Ambos utilizan combustible diésel para ponerse en marcha, además la empresa INTEGRA S.A., los buses poseen con motores de la marca sueca Scania y va instalado en la parte trasera del bus.
Cada articulado esta completamente identificado con su número y logos de la empresa tanto en los costados como en las partes delantera y trasera. Poseen un sistema de articulación en forma de acordeón cubierto de un material de lona especial impermeable en el centro del bus, y un eje central giratorio, de ahí su nombre "articulado". Este sistema permite que el bus realice giros de hasta 90 grados y le permite doblar fácilmente sin tener mucho inconveniente de requerimiento de espacio para realizar el giro.

### Alimentadores
El sistema cuenta con 94 buses alimentadores, cada uno cuenta con tres tableros electrónicos, uno al frente, uno al costado derecho y uno más pequeño en la parte de atrás; en los dos primeros dice el punto de partida y el destino, en el último, el número de la ruta (1-25); para el recaudo cuenta con una estación digital de pago, frente a la cual el usuario pasa su tarjeta para tener acceso al sistema. 
| Rutas Alimentadoras | Rutas Alimentadoras      | Rutas Alimentadoras | Rutas Alimentadoras | Rutas Alimentadoras | Rutas Alimentadoras             | Rutas Alimentadoras                | Rutas Alimentadoras                | Rutas Alimentadoras             | Rutas Alimentadoras         | Rutas Alimentadoras         |
| Intercambiador Cuba | Intercambiador Cuba      | Estación El Viajero | Estación El Viajero | Estación El Viajero | Otros alimentadores de Pereira. | Otros alimentadores de Pereira.    | Otros alimentadores de Pereira.    | Intercambiador Dosquebradas     | Intercambiador Dosquebradas | Intercambiador Dosquebradas |
| ------------------- | ------------------------ | ------------------- | ------------------- | ------------------- | ------------------------------- | ---------------------------------- | ---------------------------------- | ------------------------------- | --------------------------- | --------------------------- |
| R4                  | Altagracia               | R15                 | Belmonte            | Belmonte            | R29                             | Llano Grande                       | Llano Grande                       | R4                              | Camilo Torres               | Camilo Torres               |
| R5                  | Guayacanes - Santa Clara | R17                 | Galicia             | Galicia             | R30                             | Málaga                             | Málaga                             | R5                              | Pablo Sexto                 | Pablo Sexto                 |
| R6                  | Morelia                  | R18                 | Cerritos            | Cerritos            | R31                             | El Remanso                         | El Remanso                         | R6                              | Bombay                      | Bombay                      |
| R7                  | Mercasa                  | R23                 | Estadio II          | Estadio II          | R32                             | Guayabal                           | Guayabal                           | R7                              | Calle 52                    | Calle 52                    |
| R8                  | Perla del Sur            | R24                 | Puerto Caldas       | Puerto Caldas       | R33                             | Tokio                              | Tokio                              | R8                              | La Mariana                  | La Mariana                  |
| R9                  | San Joaquín              | R25                 | Aeropuerto          | Aeropuerto          | R34                             | Las Margaritas                     | Las Margaritas                     | R9                              | Los Pinos 1                 | Los Pinos 1                 |
| R10                 | 2500 Lotes               |                     |                     |                     | R35                             | Monserrate - El Danubio            | Monserrate - El Danubio            | R10                             | Bosques 3 - 4               | Bosques 3 - 4               |
| R11                 | Terranova                |                     |                     |                     | R35A                            | Monserrate - Cánceles - El Danubio | Monserrate - Cánceles - El Danubio | R11                             | San Diego                   | San Diego                   |
| R12                 | El Dorado                |                     |                     |                     |                                 |                                    |                                    | R12                             | Romelia - Boquerón          | Romelia - Boquerón          |
| R13                 | Villa Ligia              |                     |                     |                     |                                 |                                    |                                    | R13                             | Primavera Azul              | Primavera Azul              |
| R14                 | Naranjito                |                     |                     |                     |                                 |                                    |                                    | R14                             | Playa Rica                  | Playa Rica                  |
| R16                 | Estadio                  |                     |                     |                     |                                 |                                    |                                    | R15                             | Pueblo Sol                  | Pueblo Sol                  |
| R19                 | Montelibano              |                     |                     |                     |                                 |                                    |                                    | R16: Rutas Estación Intercambio | Milán                       | Milán                       |
| R20                 | Miraflores - Villa Verde |                     |                     |                     |                                 |                                    |                                    | R17                             | Molivento                   | Molivento                   |
| R21                 | San Fernando             |                     |                     |                     |                                 |                                    |                                    |                                 |                             |                             |
| R22                 | Altavista                |                     |                     |                     |                                 |                                    |                                    |                                 |                             |                             |
| R26                 | Salamanca                |                     |                     |                     |                                 |                                    |                                    |                                 |                             |                             |
| R27                 | Terminal - UTP           |                     |                     |                     |                                 |                                    |                                    |                                 |                             |                             |
| R28                 | La Virginia              |                     |                     |                     |                                 |                                    |                                    |                                 |                             |                             |

Los buses Alimentadores también se encuentran adscritos a los operadores del transporte masivo representados en las firmas LINEAS PEREIRANAS LTDA., SERVILUJO S.A., SUPER BUSES S.A., COOPERATIVA SAN FERNANDO, URBANOS CAÑARTE, URBANOS PEREIRA, TRANS. PERLA DEL OTUN, TRANS. FLORIDA, TRANS. ARABIA e INTEGRA S.A. Cada alimentador está identificado de la siguiente forma:
MI - xxx-D
Donde:
MI: Corresponde a los alimentadores de la firma INTEGRA S.A.
MLP: Corresponde a los alimentadores de la firma LINEAS PEREIRANAS LTDA.
MSL: Corresponde a los alimentadores de la firma SERVILUJO S.A.
MSB: Corresponde a los alimentadores de la firma SUPERBUSES S.A.
MSF: Corresponde a los alimentadores de la firma COOPERATIVA SAN FERNANDO.
MUC: Corresponde a los alimentadores de la firma URBANOS CAÑARTE.
MUP: Corresponde a los alimentadores de la firma URBANOS PEREIRA.
MTP: Corresponde a los alimentadores de la firma TRANS. PERLA DEL OTUN.
MFL: Corresponde a los alimentadores de la firma TRANS. FLORIDA.
MAR: Corresponde a los alimentadores de la firma TRANS. ARABIA.
xxx: Representa el número de tres cifras con el cual se identifica cada Alimentador.
Los alimentadores portan motores Chevrolet y funcionan con combustible diésel. Son de color amarillo, y al igual que los articulados, están debidamente identificados con su número respectivo y logos de la empresa.

### Complementarios
Son buses de color naranja que realizan las rutas en los sectores que no cubre el Megabús, se encuentran en proceso de actualización para reemplazar los avisos acrílicos en los cuales llevan la información de la ruta, por tableros electrónicos, se ha declarado por parte de las autoridades municipales que para abril de 2007 todos los móviles de las rutas complementarias deben contar con los sistemas digitales de recaudo y con los tableros electrónicos. Hoy en día parte de los naranjas están reemplazando la flota del operador Promasivo S.A en el Intercambiador de Cuba y El Viajero debido a su cese de actividades.

## Sistema de pago
El pago se realiza a través de una tarjeta inteligente, la cual tiene un costo de $6,000 COP, se recarga en las cajas de las estaciones y en diferentes puntos autorizados en los barrios del área metropolitana, el pasaje tiene un valor de $3,250 COP. 

## Futuro
A corto plazo se esperaba la realización del intercambiador definitivo en el sector de OMNES en Dosquebradas, estas obras se esperaban culminadas para inicios de 2010, pero no fue hasta 2013 que se iniciaron, finalizándolas en abril de 2014. Se espera también la realización de la avenida San Mateo, la cual reducirá en 5 minutos el recorrido tanto para los buses articulados como para los vehículos particulares, la culminación de esta obra estaba estipulada para noviembre de 2009, pero tardó una década en reanudar su construcción y se hizo su apertura pública el 29 de diciembre de 2019.
En el municipio de Santa Rosa de Cabal, el cual actualmente no pertenece al área metropolitana, se ha sugerido un sistema de cable aéreo (tentativamente Megacable) que una a esta municipalidad con Dosquebradas, articulando esta modalidad al SITM Megabús, la cual acortaría el tiempo de viaje significativamente, teniendo en cuenta los constantes trancones que se presentaban en la vía Dosquebradas-Santa Rosa antes de la construcción del puente helicoidal y las dificultades de movilidad que actualmente afronta Dosquebradas y que en su momento afrontaba durante la realización de las obras de la Av. del Ferrocarril.
Asimismo, en diciembre de 2017 se adjudicará el contrato a una de las empresas oferentes (Doppelmayr, de la Unión Temporal Cable Pereira; y otra francesa, Poma, de la Unión Temporal Megacable Pereira), que será la encargada de realizar la fase 3 de los estudios técnicos, la construcción, puesta en marcha y mantenimiento del que será el cable aéreo de transporte de pasajeros, más extenso del país.

### Megacable
El Megacable conformará el Sistema Integrado de Transporte Masivo del Área Metropolitana de Centro Occidente, debido a su integración con la estación Olaya de Megabús en el Parque Enrique Olaya Herrera de la ciudad, de la que se dirigiría a la estación de la Terminal de Transportes, luego hacia la estación de la Universidad Tecnológica de Pereira,  terminando en uno de los barrios de la comuna periférica de la ciudad, Villa Santana, facilitando así, la movilidad de 20.000 habitantes de dicho sitio, 20.000 de la UTP y otros 20.000 pasajeros que en promedio diario la Terminal de Transporte moviliza.

### Cuenca Cuba
Además, después de los problemas generados con el anterior operador de la cuenca Cuba-Pereira, la más grande del sistema, está en espera la adjudicación del contrato de la entidad que llegaría a suplir la función del extinto Promasivo S.A. Se apunta, primordialmente, que ASEMTUR, la Asociación de Empresas del Transporte Urbano del Área metropolitana de Centro Occidente, sea la que entre a operar esa importante cuenca del sistema que ahora se encuentra bajo plan de contingencia con los buses del Sistema Colectivo adaptados a prestar el servicio del SITM, de igual manera, con la adjudicación de dicho plan, se adquirirían 12 nuevos buses articulados al sistema, con los que se podría implementar nuevas rutas alimentadoras hacia barrios como el Poblado, Samaria y el Parque Industrial.

## Reconocimiento
Megabús ha adquirido rápidamente un amplio reconocimiento a nivel mundial, como ejemplo de desarrollo de sistemas de transporte masivo implantados en ciudades intermedias. Representantes de Gobiernos como India, han visitado Pereira para poder conocer más a fondo la experiencia y el funcionamiento del Megabús.
Se reconoce su estabilidad financiera ya que es el único sistema en Colombia que no presenta déficit.